# 同和镇 (平南县)
同和镇，是中华人民共和国广西壮族自治区贵港市平南县下辖的一个乡镇级行政单位。

## 行政区划
同和镇下辖以下地区：
练山村、平美村、武全村、良田村、陈龙村、宇华村、活步村、利道村、平塘村、六利村、官垌村、同朝村、妙客村和新雅村。